# یکه‌توت (تاجیکستان)
یکه‌توت جماعت و شهرکی در جنوب غربی کشور تاجیکستان است که در ناحیهٔ جامی ولایت ختلان قرار دارد. جمعیت این جماعت ۱۷۱۲۶ است.